# 第拉斯谷
第拉斯谷（Tyras Vallis）是火星卢娜沼区的一条古河谷，其坐标范围为北纬8.67度至7.81度、西经309.6度至310.28度，全长99.13公里长，以现在乌克兰德涅斯特河的古典名命名，1985年被国际天文联合会正式接受。

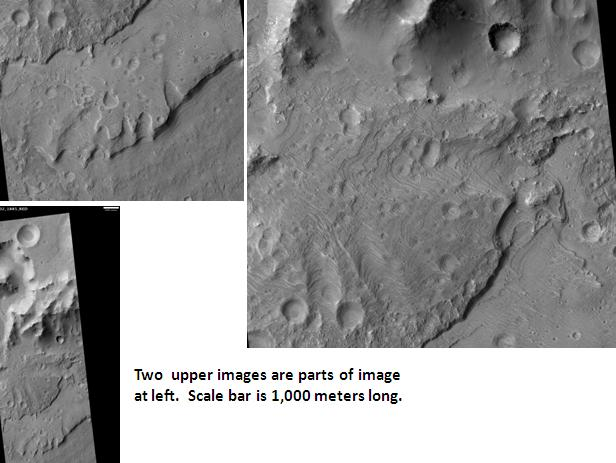
高分辨率成像科学设备显示的第拉斯谷扇形沉积层，点击图片查看地层。
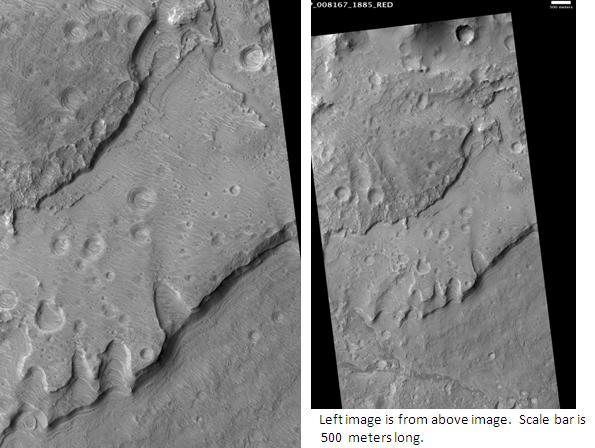
不同太阳角度下的第拉斯谷扇形沉积层，比例尺长500米，该图片为前一幅右侧的图像。
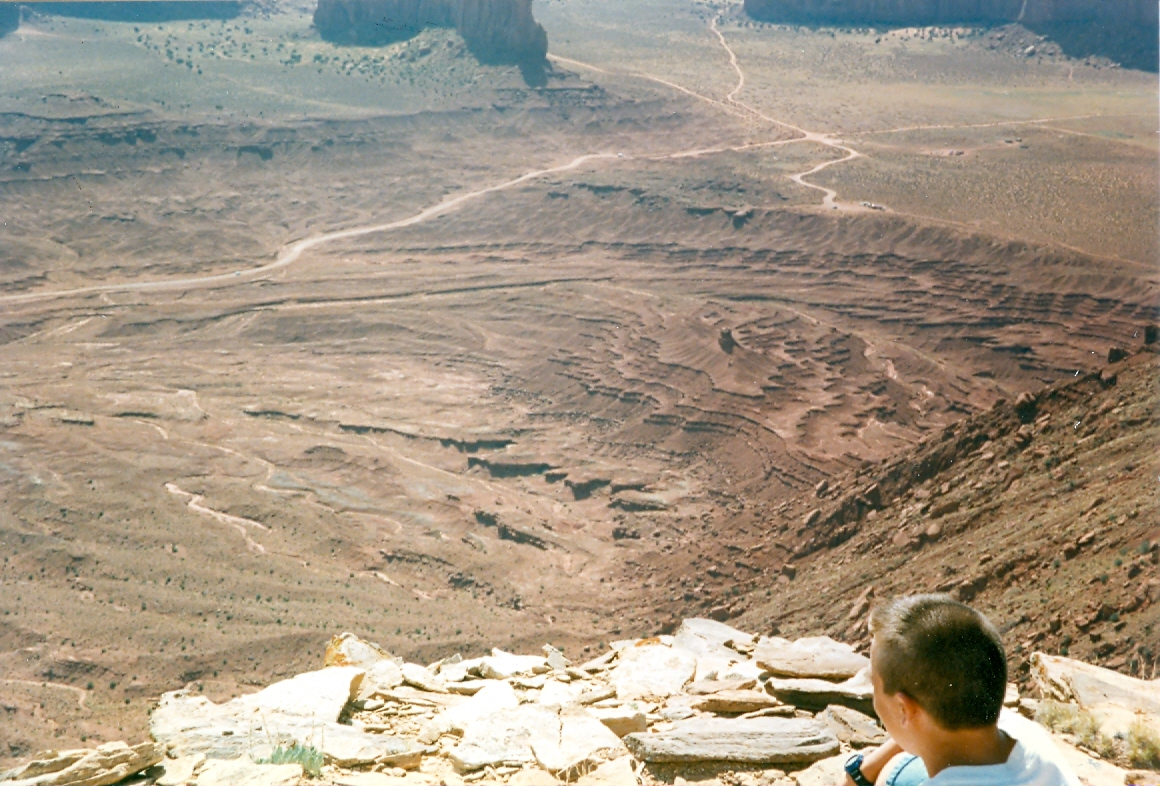
纪念碑谷中的岩层，它们被认为至少部分是由水的作用沉积而成。由于火星上也有类似的分层，水仍然是火星上岩层形成的主要原因。